# Verwaltungsgerichtshof (Østrig)
Verwaltungsgerichtshof (forvaltningsdomstolen) er en domstol i Østrig, der har til opgave at prøve afgørelser inden for den offentlige sektor. Sammen med forfatningsdomstolen er det den øverste domstol indenfor offentlig ret og på niveau med højesteret (Oberster Gerichtshof).

## Organisation
Forvaltningsdomstolens dommere udnævnes af forbundspræsidenten efter forslag fra forbundsregeringen. Med undtagelse af retspræsidenten og viceretspræsidenten er regeringen bundet af at vælge mellem tre kandidater, som forsamlingen af dommere i forvaltningsdomstolen er fremkommet med.
Forvaltningsdomstolen består for tiden (pr. 2008) af 61 dommere (12 retskammerformænd og 49 juridiske dommere). Domstolen fastsætter selv sin organisatoriske sammensætning, og den har inddelt sig i 20 retskamre, som har hver deres administrativt/juridiske speciale (udlændinge, skatter, sociallovgivning, byplanlægning etc). Domstolen afgør sager i senater, der som regel består af fire juridiske dommere og en retskammerformand. I principielle sager (typisk hvor der i forvejen ikke findes retspraksis) forøges senatet til ni medlemmer.
Dommerne er fuldtidsansat i forvaltningsdomstolen, og kan principielt set ikke afskediges, og de er uafhængige af såvel den udøvende som den lovgivende magt. Dommerne går på pension med udgangen af det år, de fylder 65 år.

## Opgaver
I følge Østrigs forfatnings artikel 129, har forvaltningsdomstolen til opgave at "sikre lovmæssigheden af hele den offentlige forvaltning". Til dette formål kontrollerer domstolen lovligheden af individuelle forvaltningsakter og yder retsbeskyttelse i tilfælde af, at en offentlig myndighed har udvist forsømmelse ved en beslutning.
Borgere kan indbringe en sag, hvor de mener at en afgørelse fra en offentlig myndighed krænker deres retlige rettigheder, når han har prøvet alle ankeinstanser. I særlige tilfælde, hvor det er tilladt i følge loven, kan også myndigheder prøve afgørelser truffet af f.eks. uafhængige nævn i forvaltningsdomstolen. Domstolen kan som sidste instans kontrollere en afgørelses lovlighed. Finder domstolen at afgørelsen strider mod gældende ret, så ophæver domstolen afgørelsen og den pågældende myndighed skal træffe en fornyet afgørelse, hvor den er bundet af domstolens udtalelse.
En forsømmelsesklage kan opstå, hvis en myndighed ikke træffer den fornødne afgørelse, og når klageren har bedt den øverste myndighed træffe en afgørelse og denne også forsømmer det. I sådanne tilfælde træffer forvaltningsdomstolen en afgørelse i sagen.

## Historie
I december 1867 fik Østrig (sammen med Dalmatien, Slovenien, Triest-Sydtyrol, Tjekkiet og den sydlige del af Polen) en forfatning. Dette var en følge af, at det Østrig-ungarske kompromis i februar 1867 havde delt de habsburgske arvelande mellem Østrig og Ungarn.
I decemberforfatningen af 1867 blev det bestemt, at Østrig skulle have en forvaltningsdomstol. Denne blev oprettet i 1876. I 1934 blev forvaltningsdomstolen slået sammen med den østrigske forfatningsdomstol.
I 1941 nedlagde Hitler forvaltningsdomstolene i Østrig, Preussen og de øvrige tyske delstater. I stedet blev administrationen i Det tredje rige underlagt en rigsforvaltningsdomstol i Berlin.
I december 1945 blev det bestemt, at den østrigske forvaltningsdomstol skulle genoprettes.